# Věrchnjaja Balkarija
Věrchnjaja Balkarija (rusky Верхняя Балкария, karačajsko-balkarsky Огъары́ Малкъа́р nebo Уллу́ Малкъа́р), v českém překladu „Horní Balkarie“, je obec v Čerekském okrese v Kabardsko-balkarské republice Ruské federace. Obec je zároveň správním střediskem území, které k ní administrativně přináleží (Сельское поселение Верхняя Балкария).

## Geografie
Obec se rozkládá po obou březích řeky Čerek Balkarský, která vzniká o zhruba 17 km dále na jihojihozápadě soutokem horských řek Dychsu a Karasu.

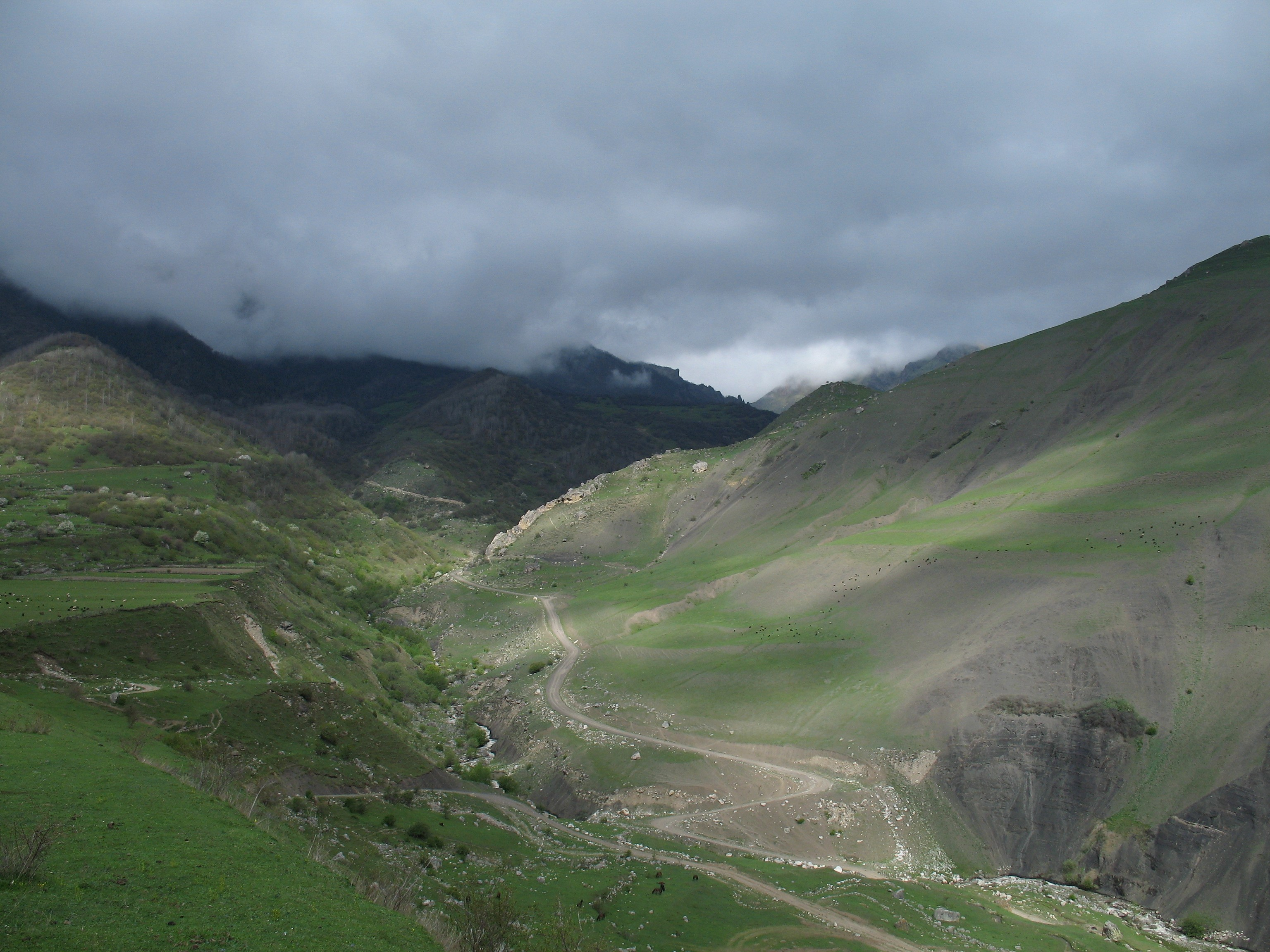
Cesta z obce Věrchnjaja Balkarija do Bezengi vede přes 3000 - 3500 metrů vysoký horský hřeben

Zástavba na jižním okraji vesnice je ohraničena tokem Čereku Balkarského a jeho pravostranného přítoku Rcyvaški, severním okrajem obce protéká od západu řeka Chajnaški, která zde ústí do Čereku Balkarského z levé strany. Střední nadmořská výška centra obce je 1120 metrů, výška celého území Horní Balkarie o rozloze 92,21 km2 se pohybuje v rozpětí od 1000 až do 3500 metrů.
Obec se nachází 26 km jižně od městečka Kašchatau, správního střediska Čerekského okresu, a 65 km jihovýchodně od kabardsko-balkarské metropole Nalčiku.
Věrchnjaja Balkarija na severu sousedí s katastry obcí Babugent a Věrchnjaja Žemtala, na severovýchodě s obcí Tašly-Tala a na západě ji odděluje horský hřeben od Bezengi. Na jihu se rozkládá chráněné území Kabardsko-balkarské vysokohorské přírodní rezervace (Кабардино-Балкарский высокогорный заповедник) a pohraniční pásmo. Státní hranice mezi Ruskou federací a Gruzií, která na jih od Horní Balkarie vede po hlavním hřebenu Velkého Kavkazu v oblasti vrcholů Pasismta (3805 m n. m.), Geze (4009 m n. m.) a Laboda (4313 m n. m.), je vzdušnou čarou od vesnice vzdálena přibližně 24 km.

### Klima
Podnebí odpovídá poloze obce mezi horami Severního Kavkazu v depresi Skalistého hřbetu - je mírné a vlhké, vyznačující teplým létem a chladnými zimami. Roční teplotní průměr je +6,5°С. Průměrná teplota v červenci je +17,0°С, nejchladnějším měsícem v roce je leden s průměrnou teplotou -4,5°С. První mrazíky se objevují už v září, mrazy se mohou vyskytovat až do poloviny května. Průměrný roční úhrn srážek, které připadají převážně na období od května do července, činí v horách 900 mm a kolem 600 mm na území vesnice.

## Historie
Do první poloviny 20. století se na území střediskové obce nacházelo 16 vesnic a dva rodové auly. Jednalo se o vesnice Věrchnij Škanty (Верхний Шканты), Nižnij Škanty (Нижний Шканты), Tura (Тура), Věrchnij Kjunljum (Верхний Кюнлюм), Nižnij Kjunljum (Нижний Кюнлюм), Čeget-El (Чегет-Эль), Fardyk (Фардык), Sautu (Сауту), Šaurdat (Шаурдат), Kurnajat (Курнаят), Muchol (Мухол), Tjeben-El (Тёбен-Эль), Mukuš (Мукуш), Kosparty (Коспарты), Zaraški (Зарашки), Zylgi (Зылги) a auly rodin Temukujevých a Glaševých.
Po Říjnové revoluci byla všechna jmenovaná sídla administrativně začleněna do dvou vesnických sovětů - Nižnjaja a Věrchnjaja Balkarija (Dolní a Horní Balkarie). V roce 1926 byl ještě vytvořen třetí vesnický sovět Srednjaja Balkarija (Prostřední Balkarie).

### Tzv. Čerekská tragedie

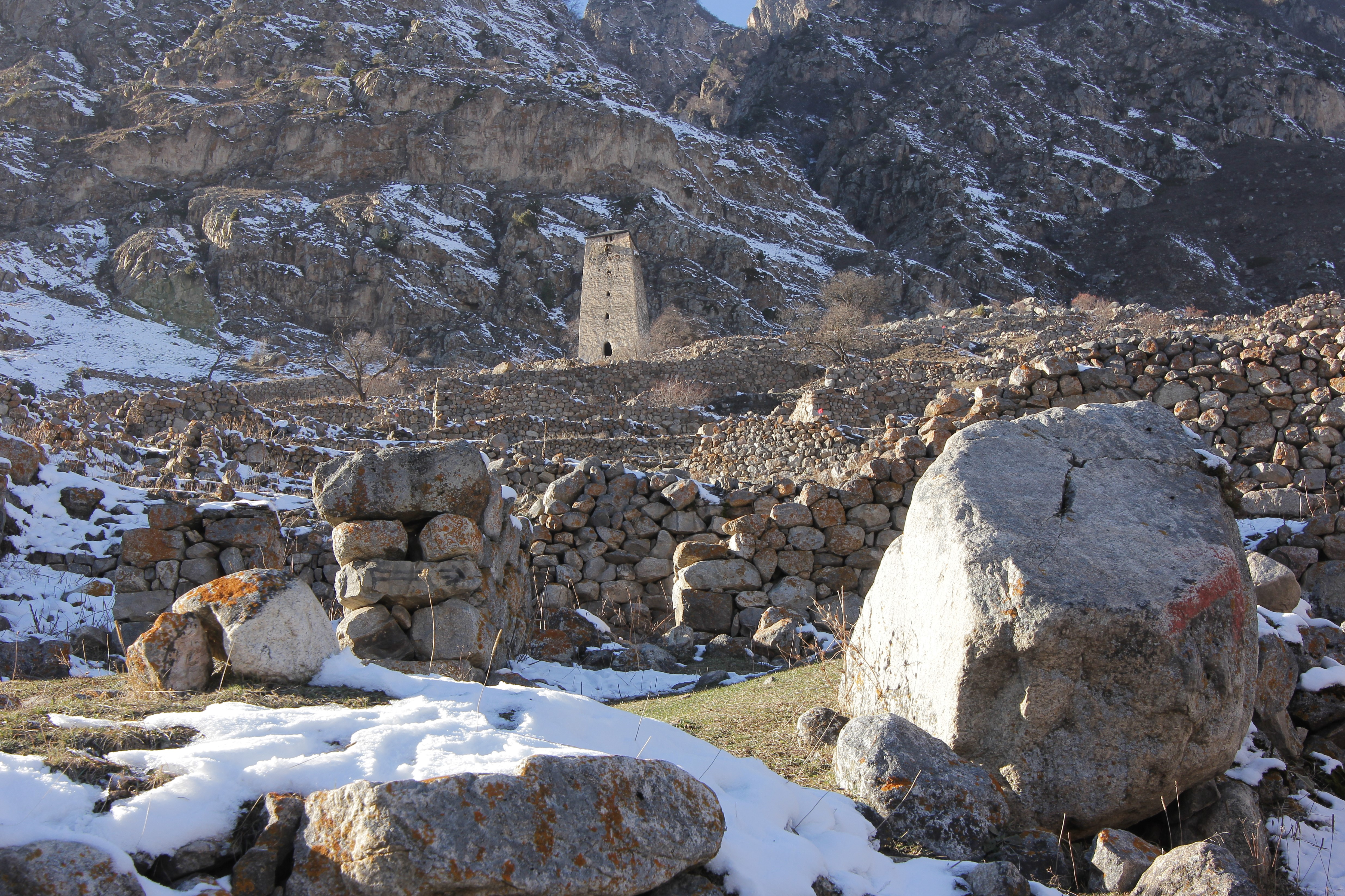
Pozůstatky vyvražděné osady Kjunljum, v pozadí věž Abajevých

Během druhé světové války, více než rok před vysídlením Balkarů, došlo v oblasti Horní Balkarie k událostem, které vstoupily do historie jako tzv. Čerekská tragédie. 
Poté, kdy v listopadu roku1942 německá vojska obsadila Nalčik, dostaly se sovětské jednotky na Kavkaze pod tlak a snažily se uniknout přes hory do Gruzie. Přitom je napadly ozbrojené bojůvky, paradoxně vedené někdejšími místními představiteli sovětské moci - například bývalým předsedou vesnického sovětu v obci Věrchnjaja Balkarija nebo někdejším propagandistou z čerekského okresního výboru Komunistické strany Sovětského svazu. Odpovědí na tyto akce byl rozkaz NKVD o trestné výpravě proti místnímu obyvatelstvu. 
Příslušníci 11. střelecké divize NKVD pod velením kapitána N. F. Nakina ve dnech 27. až 30. listopadu 1942 povraždili ve vesnicích Sautu, Glaševo, Kjunljum a Věrchnij Čeget více než 1500 starců, žen a dětí (prakticky všichni muži v produktivním věku byli na frontě).

### Deportace
Na základě rozhodnutí nejvyšších stranických představitelů Sovětského svazu byly na začátku roku 1944 všichni Balkaři spolu s příslušníky některých dalších národů (např. Čečenci, Karačajové, krymští Tataři) nařčení ze spolupráce s německými fašisty a hromadně vysídleni do Kazachstánu a Kyrgyzstánu. Vysídlení Balkarů proběhlo 8. března 1944, návrat so vlasti těm, kdož přežili deportaci, byl povolen až po 13 letech v roce 1957. Po návratu vysídlenců byla vytvořena jediná velká obec Věrchnjaja Balkarija, z ostatních horských vesnic a menších sídel zůstaly jen ruiny.

## Na počátku 21. století

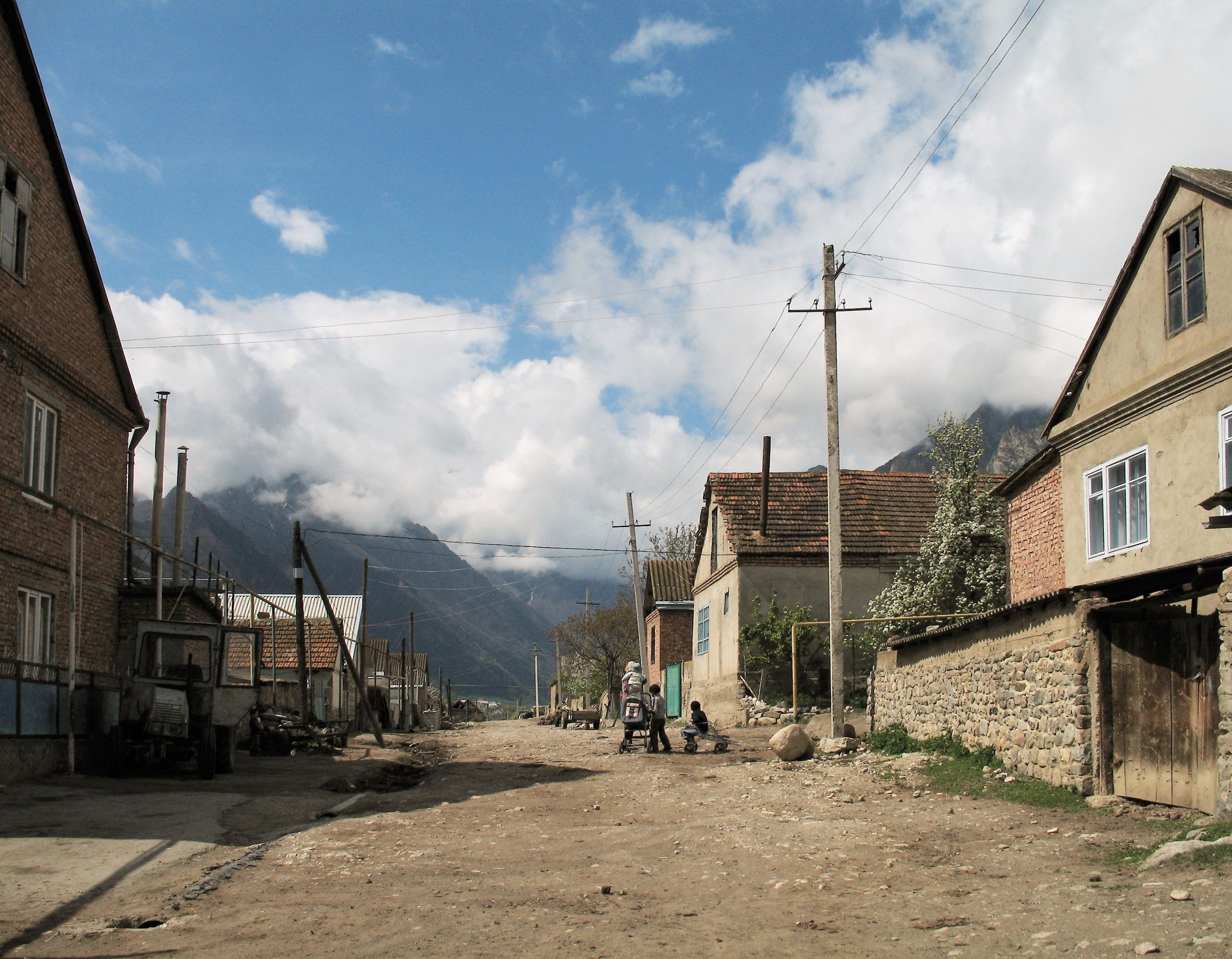
Jedna z místních ulic

V obci Věrchnjaja Balkarija jsou dvě mateřské školy, dvě základní a dvě střední školy, zdravotní středisko s menší spádovou nemocnicí, kulturní dům a dvě mešity (druhá, starší mešita, zrušená v době sovětské vlády, byla obnovena v roce 2016). Těžiště ekonomiky spočívá v zemědělství - ať už je to sadařství, pěstování zeleniny nebo chov skotu a ovcí. Z řemesel se stále udržuje tradiční zaměstnání balkarských žen - pletení různých vlněných výrobků. Věrchnjaja Balkarija má co do bohatství horské přírody i kulturních památek předpoklady pro rozvoj turismu, avšak podmínky pro něj ještě v druhé dekádě 21. století nebylo možno označit za dostatečné.

## Obyvatelstvo
Během 15 let, od roku 2002 do roku 2017, vzrostl počet obyvatel Horní Balkarie z 3957 na 4291. Podle výsledků všeruského sčítání obyvatelstva z roku 2010 bylo 99,6 % obyvatel obce balkarské národnosti. Tito Balkaři náležejí k turkickým národům a vyznávají sunnitský islám. Věkový průměr obyvatel obce Věrchnjaja Balkarija byl v době uvedeného sčítání 33,6 let, 52,4 % z celkového počtu obyvatel tvořily ženy.